# 第二春
《第二春》（英語：The Second Spring）是1963年邵氏公司出品的一部香港黑白劇情片，由羅臻執導，李麗華、關山、杜娟、歐陽莎菲及喬莊主演。電影講述歴時十八載，相見恨晚的一對有情人之離合愁歡。杜娟憑本片榮獲第2屆金馬獎最佳女配角。

## 片名
本電影以原片名《第二春》在香港上映；但於台灣上畫時則改名為《巫山春回》。這是因為《第二春》這個電影名稱，與劇中女主角李麗華主演的另一部電影《戀之火》中的插曲同名，而這首電影歌曲〈第二春〉於當時知名度非常高，致使本片打進台灣時更動了片名。

## 劇情
故事開展於太平洋戰爭爆發前夕，年青貌美的女護士許梅芬（李麗華 飾）戀上了航海員林永康（關山 飾），然而梅芬不知道永康早已有妻有兒。林永康的太太（歐陽莎菲 飾）身體癱瘓，兒子尚幼，二人結合是為報恩，並無愛情基礎。永康被奉調到歐洲，此時梅芬懷上了對方的骨肉，決定隨永康長相廝守，可惜在啟程那天，梅芬為了救一個遭車禍的孩子而耽誤了時間，趕到碼頭時船已開走。戰爭爆發，兵荒馬亂，二人自此被拆散。梅芬逃難到澳門誕下女兒小芬（杜娟 飾），當起私家看護的梅芬驚訝地發現病人竟是愛人永康之癱瘓妻。林太太未知梅芬身份，加上本性慈祥，在朝夕相對下梅芬更覺愧疚。
長大後的小芬在一個舞會上認識了生性放蕩的喬奇（喬莊 飾），而喬奇竟然就是林永康與妻所生的兒子，二人不知彼此身份。需要獨自撫養女兒的梅芬秘密當起舞女賺錢，小芬發現後憤而離家去找喬奇，而喬奇卻對小芬圖謀不軌，撕破她的衣服想沾辱她。此時，林永康回家看到此幕，憑小芬身上的項鏈認出為自己的女兒......

## 角色
| 演員     | 角色   | 備註                               |
| 李麗華   | 許梅芬 | 任職護士，戀上有婦之夫林永康       |
| 關山     | 林永康 | 已婚男子，有一子。與許梅芬有婚外情 |
| 杜娟     | 小芬   | 梅芬與永康的私生女                 |
| 歐陽莎菲 | 康妻   | 林永康的太太，癱瘓，性格慈祥       |
| 喬莊     | 喬奇   | 林永康之子，生性放蕩               |
| 馬笑儂   |        |                                    |
| 林楓     |        |                                    |
| 李允中   |        |                                    |
| 紅薇     |        |                                    |
| 任浩     |        |                                    |
| 田豐     |        |                                    |
| 文愛蘭   |        |                                    |

## 電影歌曲
| 歌名         | 作曲   | 填詞 |
| 〈舊夢難找〉 | 王福齡 | 綠琴 |
| 〈郊遊曲〉   | 王福齡 | 綠琴 |

## 獎項
| 年份 | 頒獎典禮    | 獎項       | 名字 | 結果 |
| ---- | ----------- | ---------- | ---- | ---- |
| 1963 | 第2届金馬獎 | 最佳女配角 | 杜娟 | 獲獎 |

## 外部連結
- 香港影庫上《第二春》的資料（繁體中文）
- 时光网上《第二春》的資料（简体中文）
- 豆瓣电影上《第二春》的資料 （简体中文）
- 互联网电影数据库（IMDb）上《第二春》的资料（英文）